# ホンネの殿堂!!紳助にはわかるまいっ
『みんなのアンケートSHOW ホンネの殿堂!!紳助にはわかるまいっ』（みんなのアンケートショー ホンネのでんどう しんすけにはわかるまいっ）は、2009年5月1日から2010年9月24日までフジテレビ系列で、毎週金曜日の19:57 - 20:54（JST）に放送されていたクイズ番組であり、島田紳助の冠番組。新聞のテレビ欄では『紳助!!ホンネの殿堂』と表記される。ステレオ放送・文字多重放送・ハイビジョン制作。
番組宣伝を兼ねた事前プレ特番を、2009年4月3日の19:00 - 20:54（JST）に放送した。

## 概要
前身番組の『一攫千金!日本ルー列島』の後期の路線を引き継ぎ、放送時間を2時間繰り上げた（正式には先枠の『金曜プレステージ』との枠交換による）。出演者をせきららチームとぶっちゃけチームに分け、司会陣とのトークを挟みつつ、2チーム対抗のアンケートクイズを繰り広げる。
アンケートクイズ対決に勝利したチームは、獲得した点数に応じて変動する賞品（点数が高いほど、賞金、沖縄旅行1人、沖縄旅行2人、沖縄旅行3人、ハワイ旅行、世界一周旅行と、賞品のグレードが上がっていく）を獲得できる。また、一番ホンネを言った者は、番組の最後に表彰される。
末期はクイズ番組ではなくなり、主にトークバラエティに変化されており、クイズコーナーも週1コーナーあるかないかの状況になっている。
最近では恐妻家イジリと嫁姑のいざこざ問題が中心となっていて、それに対して姑組がイビる図式になっている。
2009年6月26日は、放送当日に急死したマイケル・ジャクソンに関する緊急特別番組を放送することになり、同日午前中には番組予告もされていたが休止となった。

## 番組の終了
視聴率は、関東地区での最高視聴率は2009年10月16日放送(2時間スペシャル)の15.2%、関西地区での最高視聴率は2009年7月24日放送の19.2%と高視聴率を記録していた（ビデオリサーチ調べ）。しかし、1ケタに落ち込む回もあるなど、乱高下が激しい状況であった。
末期には、『ペケ×ポン』と交互に2時間スペシャルを行う回が多くなっていた。2010年秋の番組改編で終了することになり、2010年9月24日の2時間スペシャル放送分（一部地域では1時間短縮版）をもって終了した。

## 出演者

### 司会・アシスタント
メイン司会
- 島田紳助

サブ司会
- 名倉潤（ネプチューン）

アシスタント
- 皆藤愛子

代役司会者
- 生野陽子（フジテレビアナウンサー）-2010年1月22日、2月26日放送分のみ。

### 準レギュラー
- ウエンツ瑛士
- 関根勤
- 出川哲朗
- FUJIWARA（藤本敏史・原西孝幸）
- 西川史子
- 国生さゆり
- 柴田理恵
- 麻木久仁子
- 杉本彩
- ブラックマヨネーズ（吉田敬・小杉竜一）
- 磯野貴理
- 浅香唯（「お台場の母」）
- 小倉優子
- ギャル曽根
- 吉川ひなの
- 若林久弥
- まいける[4]
- 野村沙知代
- 正司歌江
- 奈美悦子
- ほしのあき
- IZAM
- ノッチ
- 和泉節子
- 具志堅用高
- ベルナール・アッカなど

### ナレーター
- 垂木勉

## 主なコーナー一覧
アンケートジャンプ!!
解答者とメイン司会の島田紳助が挑戦。A・B二者択一のアンケートを出題。セットの中央で紳助を先頭に縦一列に並び、合図と同時に、正解がAだと思えば画面の向かって左側へ、Bだと思えば右側へ飛び移る。正解した人数に応じて得点を獲得、さらに紳助が不正解だった場合は、その問題で獲得できる点数が倍増する。
解答者は、放送回によって異なり、両チーム3人ずつ代表者が前に出て答える場合と、1チームずつチーム全員が答える場合の2通りがある。
ニッポン・国民アンケート
各チームの代表者3人が解答する、3対3対抗戦。アンケートのベスト10に入っていそうな回答を、1人1回ずつ交互に答える。3人が予想した項目を実際に回答した人数を合計して、それが多かったチームの勝利となりボーナス100点が加算される。同数の場合は、延長戦としてさらにチームで1回ずつ答えて、勝敗を決める。
アンケートストライク
男子大学生が女性代表者を女性として意識する（ストライク）かしない（ボール）かを判定し、何人からストライクを取れるかを当てる問題。
それぞれ予想し正解に近いチームは50点、ピタリは100点。チームの結果に関わらず全員がストライクまたは全員がボールと答えれば代表者に賞金10万円（開始当初は賞金100万円）が贈られる。
多くの男子大学生はストライクかボールのみの解答だが、時折どれくらいストライク（『ど真ん中』『ホームラン打てる』など）か、どれくらいボールか（『暴投』『振ったら監督に怒られる』など）を表現する映像が挿入される場合もある。磯野貴理が挑戦した際に至っては「ボールっていうか・・アウトですね。」と言った大学生が存在した（その際、画面下のボールに表示されていた文字も「アウト(大きく意識しない)」であった）。
クラス別アンケートストライク
ルールは変わらないが獲得ストライク数でランキングが作成される。クラスは39歳以下、40~44歳、45~49歳、50歳位以上に振り分けられる（年齢非公開の叶姉妹は39歳以下クラスとされた。）前回の結果に納得がいかない場合は再度挑戦することもできるが、新しい記録が上書きされるため、ストライク数が減少してしまうこともある。なお、年齢が上がり、クラスが変わった場合には以前のストライク数が引き継がれるが再度挑戦し新クラスでのストライク数を決める場合がある。
境界線アンケート
事前にある物事についてアンケートし、その結果が該当した人数が多い順に階段状に並んでいる。各チーム3人と紳助はどこから50%以上の人が該当したかを当てる。正解すると当てた人数分得点が加算される。
ホンネドッキリ検証
ウソの場合は水かぶり、ホンネの場合は紙吹雪となる。
アンケートプライス
100人の平均額に近いチームに100点
緊急企画ギャル曽根の素顔を50人中何人が気づくのか!?
2009年7月10日放送で「負けたら素顔ロケします。」で全問不正解ならスッピン公開決定のギャル曽根はぬっくんこと温水洋一風カツラ付きのすっぴん公開となる。その結果全問不正解ですっぴん公開決定となった。50人中より近いチームに100点
日本全国ありえへん大賞
番組出演者が日本全国のB級グルメを探してきて、それを紳助らが食しながら審査する。その中でも『昌南(お好み焼き屋・京都府京都市)』の殺人ソースは強烈に辛く食した出演者を撃沈させていた。
アンケートダービー
各チーム、アンケートの対象となる代表者を1人出して、その2人に関するアンケート調査を実施する（稀に島田紳助・名倉潤・皆藤愛子･生野陽子の司会側も、アンケートの対象者として参加する事もある）。それぞれ点数を賭けて、自分のチームの代表者が勝利すれば、賭け点が2倍になって返ってくる。敗れたチームは賭け点が没収される。現在のルールでは予想的中者はご褒美がもらえる。
特別ルールで20万円、10票10票で勝利の事もある。
対戦カードによっては、司会者や出演者の合議によって、不利と思われている方にハンデ（予め何票か加算）が与えられる。最高はアンガールズ・田中卓志のハンデ17。10票10票ルールではブラックマヨネーズ・吉田敬のハンデ3。20万円ルールではFUJIWARAのハンデ8万円。
アンケートの対戦は、ハンデ分を含めた20票先取制で行われる。
西川史子VS皆藤愛子の対決の際、皆藤愛子の台本には「ほしのあき」と書いてあった。
板東英二VS名倉潤の対決の際、名倉潤の台本には「土田晃之」と書いてあった。
特別バージョン ○○王決定戦
独身女性芸能人の場合は「結婚できない女決定戦」。芸人の場合は「面白くない芸人決定戦」が開催される。
最初に独身女性の時は美女が、芸人の時はコンビで選出する。
その2人のうちどちらが嫌か（結婚したくない・面白くない）を選んでもらう（独身女性は結婚適齢期の男性。芸人は大阪の小学生が対象）。
ここでは記述不可能のコメントと込みで先に10票とってしまった方が負け残りとなる。
敗者は自分より弱そうな人を指名して再び対戦。これを繰り返し行い、最終第7戦(第5回は第6戦)で敗北した者が、その回のチャンピオンとなってしまう。
また、数回開催後はグランドチャンピオン大会も開催される予定（しかし、開催する前に番組が終了した）。
面白くない芸人決定戦
| 優勝者 | 第1回 2009年9月25日 優勝者・藤崎マーケット | 第1回 2009年9月25日 優勝者・藤崎マーケット | 第1回 2009年9月25日 優勝者・藤崎マーケット | 第2回 2009年11月6日 優勝者・ダンディ坂野 | 第2回 2009年11月6日 優勝者・ダンディ坂野 | 第2回 2009年11月6日 優勝者・ダンディ坂野 | 第3回 2010年1月15日 優勝者・波田陽区 | 第3回 2010年1月15日 優勝者・波田陽区 | 第3回 2010年1月15日 優勝者・波田陽区 | 第4回 2010年3月19日 優勝者・ムーディ勝山 | 第4回 2010年3月19日 優勝者・ムーディ勝山 | 第4回 2010年3月19日 優勝者・ムーディ勝山 | 第5回 2010年8月20日 優勝者・テツandトモ | 第5回 2010年8月20日 優勝者・テツandトモ | 第5回 2010年8月20日 優勝者・テツandトモ |
| 7      | 藤崎マーケット                             | 10-9                                       | 波田陽区                                   | 波田陽区                                 | 9-10                                     | ダンディ坂野                             | 波田陽区                             | 10-9                                 | ザ・たっち                           | ムーディ勝山                             | 10-9                                     | ノッチ （デンジャラス）                  | テツandトモ                             | 10-9                                    | 小島よしお                              |
| 6      | 藤崎マーケット                             | 10-8                                       | 山崎邦正                                   | 狩野英孝                                 | 9-10                                     | ダンディ坂野                             | 狩野英孝                             | 9-10                                 | ザ・たっち                           | ハイキングウォーキング                   | 8-10                                     | ノッチ （デンジャラス）                  | 山崎邦正                                | 8-10                                    | 小島よしお                              |
| 5      | 千原せいじ                                 | 9-10                                       | 山崎邦正                                   | 狩野英孝                                 | 10-8                                     | 庄司智春                                 | 狩野英孝                             | 10-8                                 | 髭男爵                               | ハイキングウォーキング                   | 10-7                                     | TKO                                      | 山崎邦正                                | 10-8                                    | 出川哲朗                                |
| 4      | 千原せいじ                                 | 10-4                                       | はるな愛                                   | 岡田圭右                                 | 7-10                                     | 庄司智春                                 | 小島よしお                           | 9-10                                 | 髭男爵                               | ナイツ                                   | 8-10                                     | TKO                                      | 山崎邦正                                | 10-8                                    | 磯野貴理                                |
| 3      | 井戸田潤                                   | 7-10                                       | はるな愛                                   | 岡田圭右                                 | 10-9                                     | 山崎邦正                                 | 小島よしお                           | 10-5                                 | 蛍原徹                               | ナイツ                                   | 10-9                                     | 山崎邦正                                 | フットボールアワー                      | 7-10                                    | 磯野貴理                                |
| 2      | 井戸田潤                                   | 10-8                                       | 藤本敏史                                   | 岡田圭右                                 | 10-3                                     | 吉田敬                                   | ケンドーコバヤシ                     | 8-10                                 | 蛍原徹                               | フットボールアワー                       | 8-10                                     | 山崎邦正                                 | フットボールアワー                      | 10-9                                    | 河本準一                                |
| 1      | 原西孝幸                                   | 6-10                                       | 藤本敏史                                   | 小杉竜一                                 | 7-10                                     | 吉田敬                                   | 宮迫博之                             | 5-10                                 | 蛍原徹                               | 出川哲朗                                 | 9-10                                     | 山崎邦正                                 |                                         |                                         |                                         |

結婚したくない女決定戦
| 優勝者 | 第1回 2009年10月23日 優勝者・アジアン・隅田美保 | 第1回 2009年10月23日 優勝者・アジアン・隅田美保 | 第1回 2009年10月23日 優勝者・アジアン・隅田美保 | 第2回 2009年12月25日 優勝者・光浦靖子 | 第2回 2009年12月25日 優勝者・光浦靖子 | 第2回 2009年12月25日 優勝者・光浦靖子 |
| 7      | 隅田美保                                        | 10-4                                            | さとう珠緒                                      | さとう珠緒                            | 9-10                                  | 光浦靖子                              |
| 6      | 西川史子                                        | 9-10                                            | さとう珠緒                                      | さとう珠緒                            | 10-9                                  | ギャル曽根                            |
| 5      | 西川史子                                        | 10-9                                            | 水町レイコ                                      | 西川史子                              | 7-10                                  | ギャル曽根                            |
| 4      | 西川史子                                        | 10-9                                            | マルシア                                        | 小倉優子                              | 3-10                                  | ギャル曽根                            |
| 3      | 小倉優子                                        | 6-10                                            | マルシア                                        | 小倉優子                              | 10-9                                  | 島崎和歌子                            |
| 2      | 小倉優子                                        | 10-9                                            | 麻木久仁子                                      | Nana                                  | 6-10                                  | 島崎和歌子                            |
| 1      | 小倉優子                                        | 10-2                                            | 黒谷友香                                        | Nana                                  | 10-4                                  | 山田優                                |

## エピソード
- 野球中継している放送局では土曜か日曜の午後に振替放送することがある。
- 2009年8月28日放送回の「アンケートストライク」では和田アキ子は実際2ストライクなのに、右上のテロップでは3ストライクと間違えて表示をしていた。
- 2009年9月25日は、4時間スペシャルを放送した（放送時間：19:00～22:52）。通常19時台にローカル放送をしている局のうち、岡山放送とテレビ西日本は同時フルネットを行い、関西テレビは19:57から3時間の短縮版を放送した。東海テレビでは19:00～20:54にプロ野球中継を放送したため、21時台と22時台は「金曜プレステージ」で放送されたドラマの再放送を行い、翌日（9月26日）の12:00から3時間の短縮版が放送された。
- 2009年12月25日は、2時間スペシャルを放送した（放送時間：19:00～20:54）。今回のスペシャルは、関西テレビでも初めて同時フルネット放送された。東海テレビ、テレビ西日本では19:57からの1時間短縮版が放送された。
- 2010年1月15日は、4時間スペシャルを放送した（放送時間：19:00～22:52）。通常19時台にローカル放送をしている局のうち、関西テレビ、東海テレビ、テレビ西日本では19:57から3時間の短縮版を放送したが、エンディングのナレーションが「4時間スペシャル」のままになっていた。
- 2010年1月22日・2月26日放送回では、アシスタントを務める皆藤愛子の代役で、生野陽子（フジテレビアナウンサー）が務めた。
- 2010年3月19日は、4時間スペシャルを放送した（放送時間：19:00～22:52）。通常19時台にローカル放送をしている局のうち、石川テレビ、東海テレビ、関西テレビ、岡山放送、テレビ長崎では19:57からの3時間短縮版が放送された。
- 2010年4月16日、6月11日は、2時間スペシャルを放送したが、一部系列局は1時間の短縮版を放送した。
- 2010年8月20日は3時間スペシャルを放送した。

## ネット局と放送時間
| 放送対象地域   | 放送局                                                      | 系列                                         | 放送曜日・時間     |
| -------------- | ----------------------------------------------------------- | -------------------------------------------- | ------------------ |
| 関東広域圏     | フジテレビ(CX) 『ホンネの殿堂!!紳助にはわかるまいっ』製作局 | フジテレビ系列                               | 金曜 19:57 - 20:54 |
| 北海道         | 北海道文化放送(UHB)                                         | フジテレビ系列                               | 金曜 19:57 - 20:54 |
| 岩手県         | 岩手めんこいテレビ(MIT)                                     | フジテレビ系列                               | 金曜 19:57 - 20:54 |
| 宮城県         | 仙台放送(OX)                                                | フジテレビ系列                               | 金曜 19:57 - 20:54 |
| 秋田県         | 秋田テレビ(AKT)                                             | フジテレビ系列                               | 金曜 19:57 - 20:54 |
| 山形県         | さくらんぼテレビ(SAY)                                       | フジテレビ系列                               | 金曜 19:57 - 20:54 |
| 福島県         | 福島テレビ(FTV)                                             | フジテレビ系列                               | 金曜 19:57 - 20:54 |
| 新潟県         | 新潟総合テレビ(NST)                                         | フジテレビ系列                               | 金曜 19:57 - 20:54 |
| 長野県         | 長野放送(NBS)                                               | フジテレビ系列                               | 金曜 19:57 - 20:54 |
| 静岡県         | テレビ静岡(SUT)                                             | フジテレビ系列                               | 金曜 19:57 - 20:54 |
| 富山県         | 富山テレビ(BBT)                                             | フジテレビ系列                               | 金曜 19:57 - 20:54 |
| 石川県         | 石川テレビ(ITC)                                             | フジテレビ系列                               | 金曜 19:57 - 20:54 |
| 福井県         | 福井テレビ(FTB)                                             | フジテレビ系列                               | 金曜 19:57 - 20:54 |
| 中京広域圏     | 東海テレビ(THK)                                             | フジテレビ系列                               | 金曜 19:57 - 20:54 |
| 近畿広域圏     | 関西テレビ(KTV)                                             | フジテレビ系列                               | 金曜 19:57 - 20:54 |
| 島根県・鳥取県 | 山陰中央テレビ(TSK)                                         | フジテレビ系列                               | 金曜 19:57 - 20:54 |
| 岡山県・香川県 | 岡山放送(OHK)                                               | フジテレビ系列                               | 金曜 19:57 - 20:54 |
| 広島県         | テレビ新広島(TSS)                                           | フジテレビ系列                               | 金曜 19:57 - 20:54 |
| 愛媛県         | テレビ愛媛(EBC)                                             | フジテレビ系列                               | 金曜 19:57 - 20:54 |
| 高知県         | 高知さんさんテレビ(KSS)                                     | フジテレビ系列                               | 金曜 19:57 - 20:54 |
| 福岡県         | テレビ西日本(TNC)                                           | フジテレビ系列                               | 金曜 19:57 - 20:54 |
| 佐賀県         | サガテレビ(STS)                                             | フジテレビ系列                               | 金曜 19:57 - 20:54 |
| 長崎県         | テレビ長崎(KTN)                                             | フジテレビ系列                               | 金曜 19:57 - 20:54 |
| 熊本県         | テレビくまもと(TKU)                                         | フジテレビ系列                               | 金曜 19:57 - 20:54 |
| 大分県         | テレビ大分(TOS)                                             | 日本テレビ系列 フジテレビ系列                | 金曜 19:57 - 20:54 |
| 鹿児島県       | 鹿児島テレビ(KTS)                                           | フジテレビ系列                               | 金曜 19:57 - 20:54 |
| 沖縄県         | 沖縄テレビ(OTV)                                             | フジテレビ系列                               | 金曜 19:57 - 20:54 |
| 宮崎県         | テレビ宮崎(UMK)                                             | フジテレビ系列 日本テレビ系列 テレビ朝日系列 | 土曜 10:30 - 11:30 |
| 山梨県         | 山梨放送(YBS)                                               | 日本テレビ系列                               | 土曜 16:30 - 17:30 |
| 山口県         | テレビ山口(tys)                                             | TBS系列                                      | 水曜 19:00 - 19:55 |

- 青森放送（日本テレビ系列）は不定期放送[7]。

## スタッフ
- 企画：渋谷謙太郎（フジテレビ）
- 構成：水野宗徳、松田敬三、龍田力、藤田俊哉、永野たかひろ
- リサーチ：Bリサーチ
- TD／SW：大山浩文
- CAM：斎藤佳久
- AUD：佐藤浩一
- VE：富澤貴啓
- 照明：前島秀之
- ENG：金子徹、池田祐介、木下広人、宮下由子
- 編集：小北幸弘
- EED：森本圭、萩原誠
- MA：山田一宏
- 音響効果：沼波良子
- 美術プロデューサー：内藤佳奈子
- セットデザイン：野口陽介
- 美術進行：西村貴則
- 大道具製作：葛西剛太
- 大道具操作：竹田勝美
- アクリル装飾：児玉希生
- 装飾：北川貴啓
- 電飾：樋口真樹
- マルチ：太田和明
- 花装飾：牧島美恵
- タイトル：今野さと子
- メイク：山田かつら
- TK：荒井順子
- 広報：小出和人（フジテレビ）
- AD：長久保彰宏、上原伸、杉浦寿紀、森田惇、松尾宗之、木畑直記、坂井元徳、柳郷康之、福田道子、和田裕子、佐藤帆奈美、香月信、田中雅之
- AP：渡辺舞
- ディレクター：村上俊教、小田切大輔、木村大介、後藤美和、武田晋助、松本幸導、足立達哉、渡辺美千恵、西方健保、岸宏美
- 制作協力：加治佐謙一、廣瀬益己、大西訓世
- プロデューサー・演出：立浪仁志
- 技術協力：八峯テレビ、FLT、VIC、STUDIO38、プロジェクト80、デジデリック、メディア・リース、インターナショナルクリエイティブ
- 制作：Hi-STANDARD、NEXTEP
- 制作著作：フジテレビ

### 過去のスタッフ
- ディレクター：内田雅行
- AD：本多絵美、金孝義、浪岡萌菜美、久保田峻、大熊治昭
- 広報：佐々木順子（フジテレビ）
- VE：藤崎康広
- EED：西峰勇一